# Stefania Ciesielska-Borkowska
Stefania Ciesielska-Borkowska (ur. 23 czerwca 1889 we Lwowie, zm. 3 lipca 1966 w Krakowie) – polska romanistka i hispanistka, tłumaczka, profesor Uniwersytetu Jagiellońskiego.
Studiowała romanistykę na Uniwersytecie Lwowskim u Edwarda Porębowicza.
Od 1919 profesor języka francuskiego i filozofii na Uniwersytecie Jagiellońskim w Krakowie. Wyróżniła się w rozpowszechnianiu języków i literatur romańskich, poświęcając większość swoich badań kulturze hiszpańskiej.
Po doktoracie w 1914 poświęciła się niemal wyłącznie pracy pedagogicznej i dydaktycznej.
W 1920 przeprowadziła się do Krakowa, gdzie podjęła pracę na Uniwersytecie Jagiellońskim.
W 1928 opublikowała Słownik encyklopedyczny francusko-polski.
Podjęła pionierskie badania dotyczące hiszpańskiej literatury mistycznej.
W wydanej w „Archivum Neophilologicum” w 1934 pracy Les Voyageurs de Pologne en Espagne et au Portugal au XVIe et XVIIe siècles (Polscy podróżnicy do Hiszpanii i Portugalii w XVI i XVII wieku) opisała historię polskich podróży na Półwysep Iberyjski.
W 1939 wydała monografię Mistycyzm hiszpański na gruncie polskim, która była podstawą jej habilitacji w 1945 na Uniwersytecie Jagiellońskim.
Tłumaczka prozy Miguela de Unamuno.
Zajmowała się również popularyzacją literatury hiszpańskiej pisząc o Lope de Vega, Federico Garcíi Lorce, Ramónie Maríi del Valle-Inclán, Cervantesie.
Pochowana na cmentarzu Rakowickim w Krakowie (kwatera XXXIV-płd.-12).

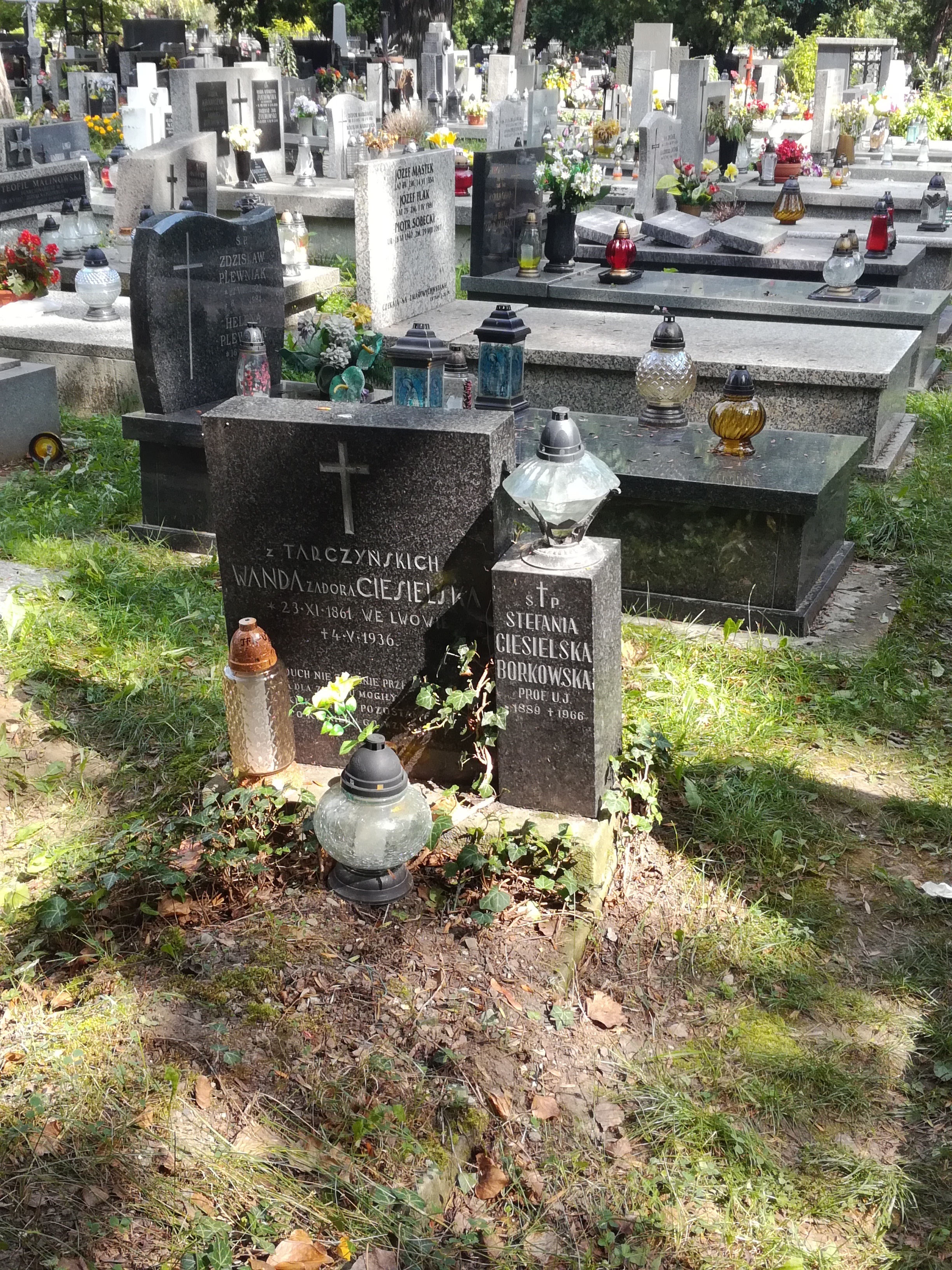
Grób prof. Stefanii Ciesielskiej-Borkowskiej na cmentarzu Rakowickim

## Ważne prace
- Słownik encyklopedyczny francusko-polski - Kraków 1928
- metodyka języka francuskiego Język francuski – Lwów 1930
- Les Voyageurs de Pologne en Espagne et au Portugal au XVIe et XVIIe siècles (Polscy podróżnicy do Hiszpanii i Portugalii w XVI i XVII wieku) – 1934
- Mistycyzm hiszpański na gruncie polskim – 1939
- podręcznik języka hiszpańskiego Primeros elementos del espanol – Kraków 1954, 1958, 1961, 1962
- tłumaczenie Trzy nowele przykładowe i prolog (Tres novelas ejemplares y un prólogo Miguela de Unamuno) – 1959